# Завантажувальний пристрій

Приклад: завантажувальний пристрій пульпи у гвинтовий сепаратор — пристрій равликового типу, що являє собою спіральний жолоб зі зростаючим радіусом кривизни

Завантажувальний пристрій (рос. загрузочное устройство, англ. loader, loading device; нім. Beschickungseinrichtung f, Beladeeinrichtung f, Belader m) — пристрій у вигляді воронки, лотка, живильника, жолоба, дозатора, бункер-дозатора або їх поєднання для подачі сипкої речовини, наприклад, зерна, корисної копалини або породи на конвеєр, у вагонетку (вагон), у скіп, трубопровід, збагачувальний апарат тощо.
Для завантаження вологого матеріалу у труби-сушарки та сушарки з киплячим шаром застосовуються лопатеві та ланцюгові закидачі (живильники).

## Завантажувальний пристрій гідротранспортного трубопровода
Див. також: Живильник шлюзовий, Трубчастий живильник.
Завантажувальнi апарати (живильники) призначенi для рiвномiрного вводу сипких матерiалiв безпосередньо у напірнi гiдротранспортнi трубопроводи, якими рухається потiк транспортної рiдини. 
Розрiзняють живильники циклiчної та перiодичної дiї. До першої групи треба вiднести шлюзовi, або камернi завантажувальнi апарати, якi подають сипкий твердий матерiал окремими порцiями. Рiвномiрне живлення досягається об’єднанням в один агрегат кiлькох (найчастiше трьох) окремих апаратiв. Завдяки можливостi кращої герметизацiї камер живильники циклiчної дiї розвивають бiльш високi напори i можуть здiйснювати транспортування на бiльшу вiдстань, нiж апарати безперервної дiї.
Живильники безперервної дiї (наприклад, шнековi) знаходять застосування у рiзних галузях, зокрема, у вугiльнiй промисловостi. Перевагами схем завантаження матеріалу у гідротранспортний трубопровід живильниками у порiвняннi з ґрунтовими насосами та вуглесосами є:
- можливiсть застосування високонапірних насосів і, таким чином, суттєвого збільшення відстані транспортування без
проміжних перекачувальних насосних станцій;
- можливість ввести в гідротранспортну систему тверді абразивні матеріали, оминаючи високонапірний насос, і, таким
чином, уникнути його гідроабразивного зношування;
- збереження якості транспортованого матеріалу, який піддається інтенсивному подрібненню в робочому просторі насосів;
- значно бiльша крупнiсть транспортованого твердого сипкого матерiалу, оскiльки вона визначається не прохідним перерiзом робочих коліс насосiв, а лише дiаметром транспортного трубопроводу;
- концентрацiя гiдросумiшi легко регулюється i може мати дуже високi значення;
- довговiчнiсть та к.к.д. вiдцентрових високонапірних насосiв, що використовуються у комплектi з живильниками, значно перевищують цi параметри у порівнянні з грунтовими насосами та вуглесосами.

## Завантажувально-дешламаційний пристрій
Завантажувально-дешламаційний пристрій — при збагачуванні корисних копалин — допоміжний пристрій до відсаджувальної машини — поєднання завантажувального пристрою (жолоба, дифузора тощо) з дешламаційним апаратом, наприклад, дуговим ситом.